# Maude Apatow

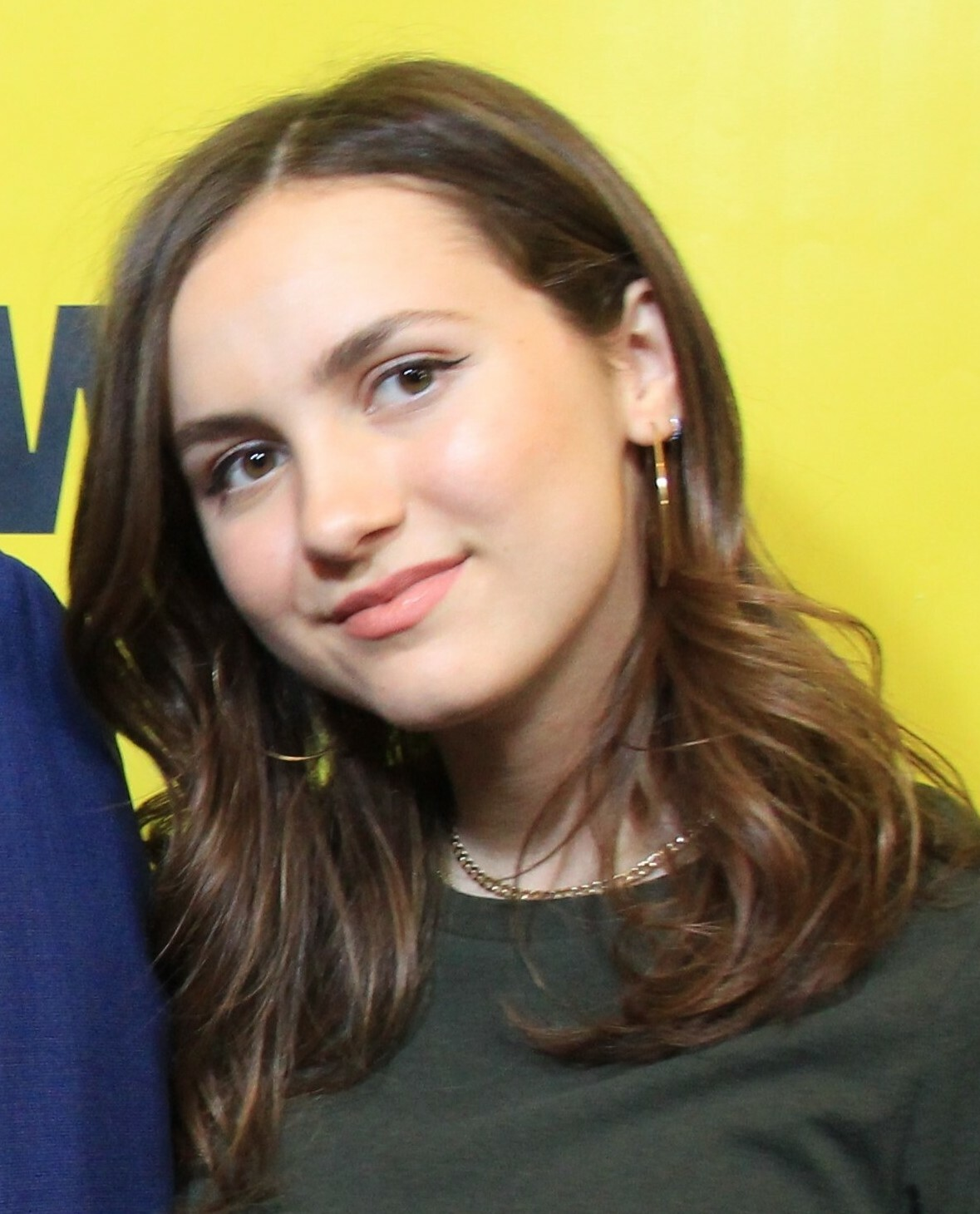
Maude Apatow (2018)

Maude Apatow (* 15. Dezember 1997 in Los Banos, Kalifornien) ist eine US-amerikanische Schauspielerin.

## Leben
Apatow ist die Tochter des Regisseurs Judd Apatow und der Schauspielerin Leslie Mann. Sie hat eine jüngere Schwester, Iris Apatow, die ebenfalls Schauspielerin ist. Ihren ersten Auftritt hatte die US-Amerikanerin 2007 als 10-jähriges Mädchen in dem Film Beim ersten Mal, wo sie die Rolle der Sadie verkörperte. Eine wiederkehrende Rolle spielt Apatow in der vierten Staffel der Comedyserie Girls, in der sie Cleo darstellt. Im Film Other People (2016) ist sie in einer Hauptrolle zu sehen.
Bei den Young Artist Awards 2013 erhielt sie für die Filmkomödie Immer Ärger mit 40 eine Nominierung für die Kategorie der „Besten Nebendarstellerin in einem Spielfilm“.

## Filmografie (Auswahl)
- 2007: Beim ersten Mal (Knocked Up)
- 2009: Wie das Leben so spielt (Funny People)
- 2012: Immer Ärger mit 40 (This Is 40)
- 2015: Pitch Perfect 2
- 2015: Girls (Fernsehserie, Episoden 4x07–4x09)
- 2016: Other People
- 2017: Der schrille Klang der Freiheit (The House of Tomorrow)
- 2018: Assassination Nation
- seit 2019: Euphoria (Fernsehserie)
- 2020: The King of Staten Island
- 2020: Hollywood (Fernsehserie, 5 Episoden)
- 2022–2023: Pantheon (Fernsehserie, 6 Episoden, Stimme von Justine)
- 2025: One of Them Days